# رئيس إشكيريا
رئيس إشكيريا هو رأس دولة جمهورية الشيشان إشكيريا غير المعترف بها، وهي حركة استقلالية سيطرت على معظم أراضي الشيشان من 1991 حتى 1999. آخر انتخابات رئاسية إشكيرية عُقدت في يناير 1997.

## رؤساء إشكيريا
| ر. | صورة | اسم (ميلاد–وفاة)                             | فترة الحكم     | فترة الحكم     | الحزب السياسي         |
| ر. | صورة | اسم (ميلاد–وفاة)                             | تقلد المنصب    | ترك المنصب     | الحزب السياسي         |
| -- | ---- | -------------------------------------------- | -------------- | -------------- | --------------------- |
| 1  |      | جوهر دوداييف (1944–1996)                     | 9 نوفمبر 1991  | 21 أبريل 1996  | مستقل                 |
| _  |      | سليم خان يندرباييف (1952–2004) فترة انتقالية | 21 أبريل 1996  | 12 فبراير 1997 | حزب فياناخ الديمقراطي |
| 3  |      | أصلان مسخادوف (1951–2005)                    | 12 فبراير 1997 | 8 مارس 2005    | حزب الاستقلال الوطني  |
| 4  |      | عبد الحليم سعدلاييف (1956–2006)              | 8 مارس 2005    | 17 يونيو 2006  | مستقل                 |
| 5  |      | دوكو عمروف (1964–2013)                       | 17 يونيو 2006  | 31 أكتوبر 2007 | مستقل                 |

### إلغاء الرئاسة
في 31 أكتوبر 2007، أعلنت وكالة الصحافة الشيشانية أن دوكو عمروف - رئيس إشكيريا - أعلن عن إمارة القوقاز الإسلامية وأعلن نفسه أميرًا لها، وبالتالي إعلان إلغاء جمهورية الشيشان إشكيريا ورئاستها.

## الانتخابات الأخيرة
| المرشح             | الأصوات | %    |
| ------------------ | ------- | ---- |
| أصلان مسخادوف      |         | 64.8 |
| شامل باساييف       |         | 22.7 |
| سليم خان يندرباييف |         | 12.5 |
| آخرون              |         | 12.5 |
| المجموع            |         | 100  |
| المصدر: ISSI       |         |      |